# Broad Street Station (Richmond)
Broad Street Station (originalmente Union Station) fue una estación de ferrocarril sindical en Richmond, Virginia, Estados Unidos, al otro lado de Broad Street del distrito de Fan que en la actualidad es utilizado por el Museo de Ciencias de Virginia .

## Historia

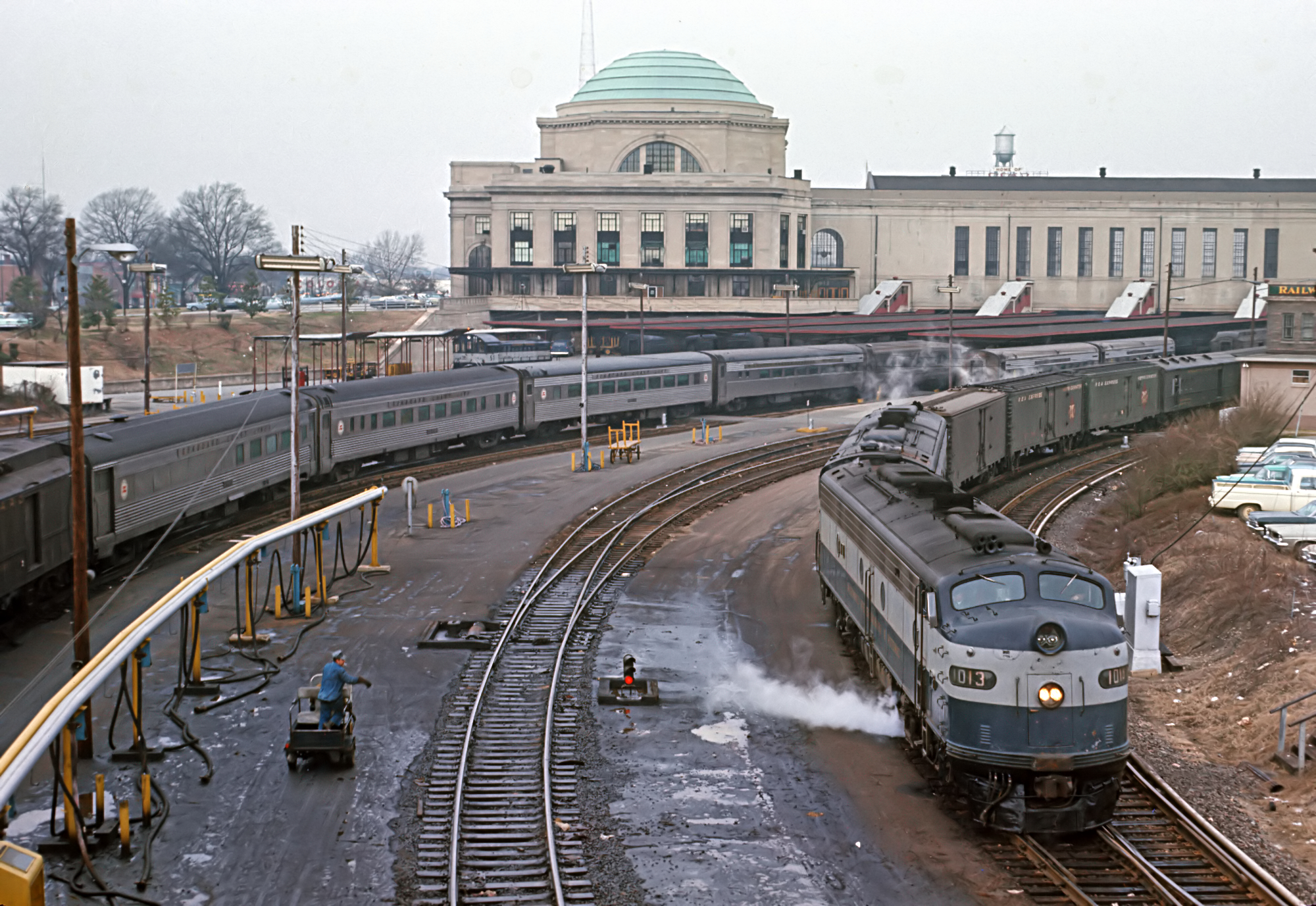
The Silver Comet y The Silver Star a la izquierda en Broad Street Station el 9 de marzo de 1969

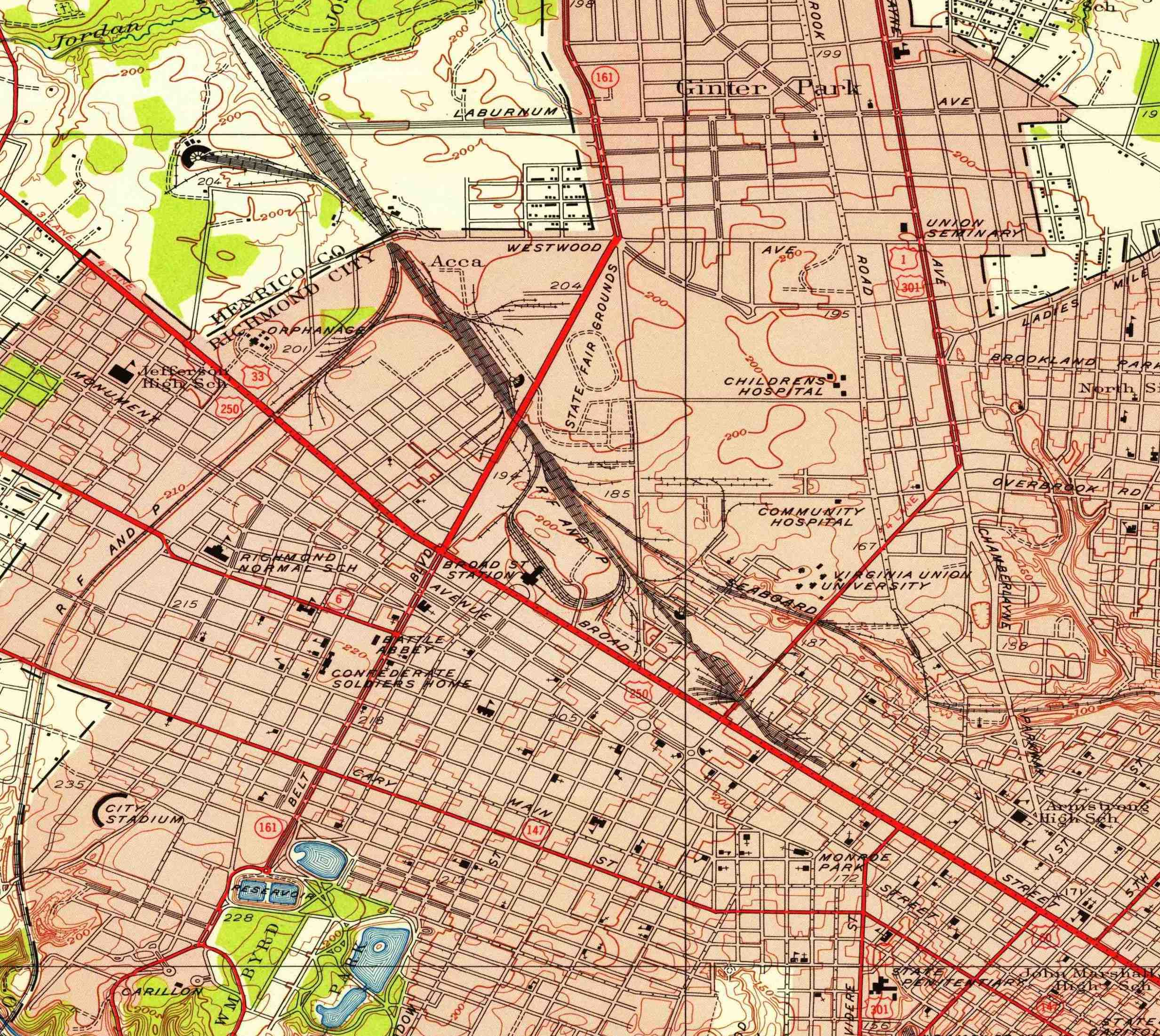
Mapa de la estación Broad Street en 1934

Fue construido como la terminal sur del Ferrocarril de Richmond, Fredericksburg y Potomac (RF&P) en 1917 en estilo neoclásico por el arquitecto John Russell Pope. La estación también sirvió a los trenes de Atlantic Coast Line Railroad (ACL) y Norfolk and Western Railway (N&W). Finalmente, Seaboard Air Line Railroad (SAL), que anteriormente había utilizado la otra estación sindical de Richmond, Main Street Station, cambió a Broad Street Station.
En los inicios de Amtrak en 1971, contaba con Champion, Silver Meteor y Silver Star (todos heredados de Seaboard Coast Line Railroad, sucesor de ACL y SAL), y Asheville Special de Southern Railway. Fue agregado al Registro Nacional de Lugares Históricos el 23 de febrero de 1972.
El servicio de pasajeros a la estación cesó en 1975, cuando Amtrak consolidó todo el servicio del área de Richmond en una estación suburbana en Staples Mill Road, al norte del centro. Para 1976, Broad Street Station se convirtió en el nuevo hogar del Museo de Ciencias de Virginia, que permanece en el edificio sustancialmente remodelado y ampliado.